# Дупейрон, Наташа
Наташа Элисабет Дупейрон Эстрада исп. Natasha Elizabeth Dupeyron Estrada (3 июня 1991, Мехико, Мексика) — мексиканская актриса, певица и фотомодель. 

## Биография
Родилась 3 июня 1991 года в Мехико. В мексиканском кинематографе дебютировала в 1995 году в возрасте всего лишь 4-х лет в телесериале Мария из предместья и с тех пор снялась в 23 работах в фильмах и телесериалах. 25 июля 2005 года в Монтеррее дала свой первый сольный концерт и затем начала гастрольный тур по городам Мексики, с этого дня началась её музыкальная карьера. Четырежды номинирована на премии Ariel Awards,  Kids Choice Awards и  TVyNovelas, она дважды победила в премии Kids Choice Awards.

## Фильмография

### Избранные телесериалы
- 1995 — Мария из предместья — Перлита Ордоньес.
- 2000-01 — Личико ангела — Лусия.
- 2005 — Наперекор судьбе — Гринга.
- 2007 — Лола: Давным-давно — Марион фон Фердинанд.
- 2008-н. в. — Роза Гваделупе — Вероника.